# Hepatus epheliticus
Hepatus epheliticus is een krabbensoort uit de familie Aethridae. De wetenschappelijke naam werd gepubliceerd in 1763 door Carl Linnaeus.